# Trichobius costalimai
Trichobius costalimai är en tvåvingeart som beskrevs av Guimaraes 1938. Trichobius costalimai ingår i släktet Trichobius och familjen lusflugor. Inga underarter finns listade i Catalogue of Life.